# Magistralni put 12
Die Magistralni put 12 ist eine Bundesstraße in Serbien. Sie beginnt in Subotica und führt über die Städte Sombor, Novi Sad und Zrenjanin bis zur serbisch-rumänische Grenze bei Srpska Crnja. Die Bundesstraße ist zwischen Subotica und Sombor Teil der Europastraße E662.